# ヤップハンク駅
ヤップハンク駅（英: Yaphank）とはニューヨーク州ヤップハンクの村落にあるロングアイランド鉄道の本線（グリーンポート支線）の駅である。サフォーク郡道21号線（ヤップハンク・アベニュー）付近のパーク・ストリートにある。サフォーク郡の中や周りにある通り (streets) からアクセスすることも可能である。ヤップハンク駅と次駅のリバーヘッドの間の距離は14.7マイルと、LIRRの駅間の中で最も長い距離である。庁舎 (Government Buildings) が線路の北側、ヤップハンク・アベニューのオーバーパスの下にある。
駅に最も近い2つの場所はサフォーク郡警察署のauto mechanics shop（別名、「ベクター・センター」 ("Vector Center")）およびジョージア・パシフィック鉄道の貯木場である。歴史的なサフォーク郡救貧院納屋と旧サフォーク郡サナトリウム (Suffolk County Sanitorium) を駅や線路を跨ぐヤップハンク・アベニューの橋の北西で見ることができる。

## 歴史
ヤップハンク駅は当初ミルビル駅 (Milleville station) として1845年に建設され、LIRRの時刻表には Millville と Milleville の両方が書かれた。それは1年後に改名され、それ以来その名前のままである。ヤップハンク駅は、精巧で派手なヴィクトリア様式の木工品 (elaborate gingerbread woodwork) を持っていた2代目の駅舎に1875年に置き換えられた。第二次世界大戦の前、ヤップハンク駅は「キャンプ・ジークフリート・スペシャル」 ("Camp Siegfried Special") という、ドイツ系アメリカ人協会のメンバーたちをニューヨークの各所からキャンプ・ジークフリートとして知られる悪名高いヒトラーユーゲントのキャンプへ運ぶ列車のための停車駅として知られていた。装飾的な特徴は1941年6月にかなり削減され、その後その駅舎が1958年に閉鎖され、1961年に全焼した。以後、それはコンクリートに囲まれた待合所つきのプラットホーム (sheltered platform) とほぼ同じであった。高床のプラットホームが1990年代の間にこの配置を置き換えた。

### カーマンズ・リバー駅
ヤップハンク駅の東で、ヤップハンクの中のもう1つの駅、カーマンズ・リバー駅 (Yaphank Carman's River) が1844年に建設された。それはLIRRの本線の一時的な終点として、マナーヴィル駅とリバーヘッド駅が1845年に建設されるまで利用された。

## 駅構造
| 1 | ■グリーンポート支線 | ロンコンコマ方面 （メドフォード）   |  |
| 1 | ■グリーンポート支線 | グリーンポート方面 （リバーヘッド） |  |

この駅は高床の単式ホームを線路の北側に1面有し、有効長は1両半である。本線はこの場所では1線である。